# Presa d'aria

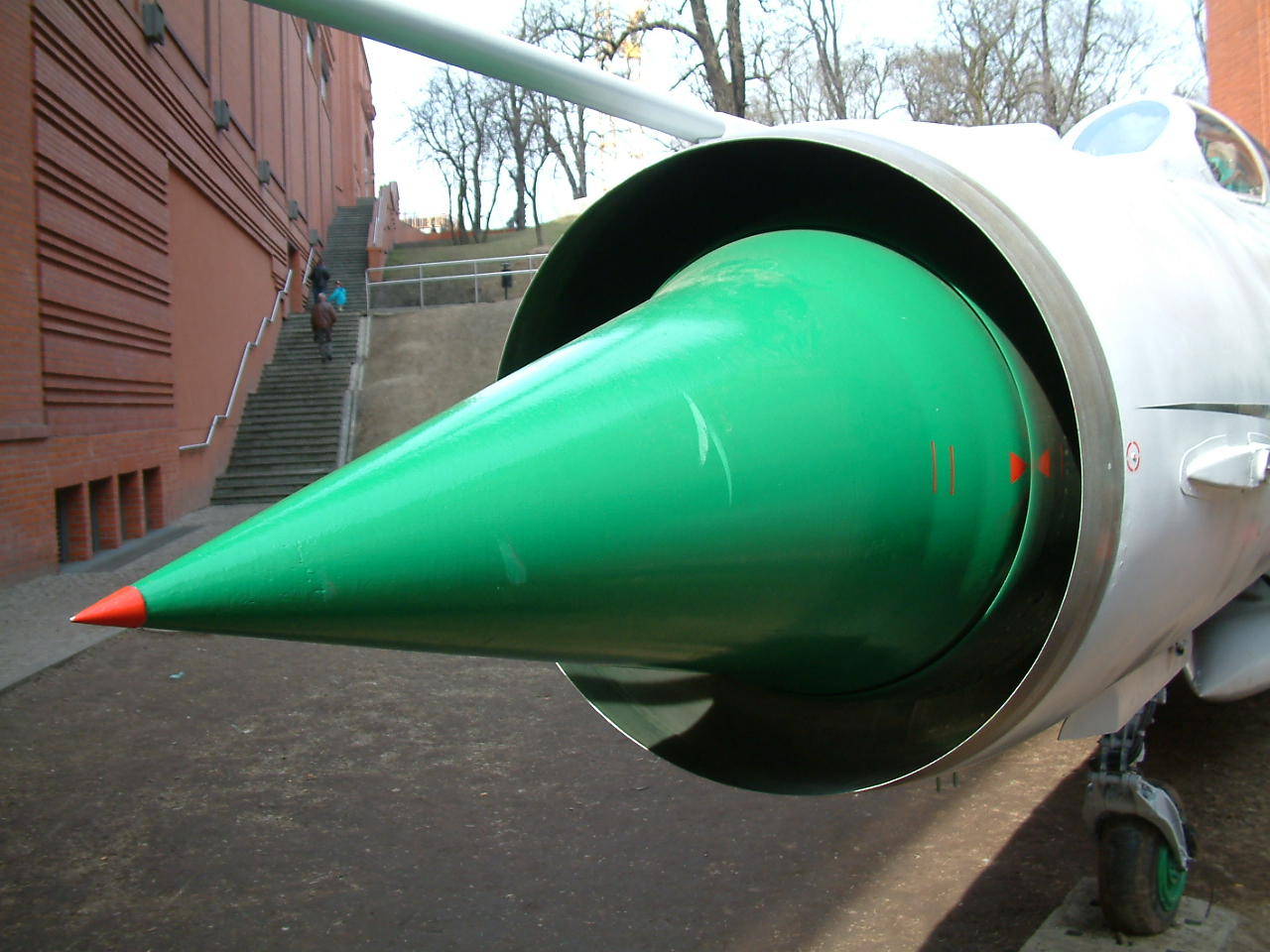
Presa d'aria supersonica a spina conica di un MiG-21

La presa d'aria (o presa dinamica, in inglese inlet, air intake o jet intake) è il primo componente che il flusso incontra nella sua evoluzione attraverso il propulsore.

## Caratteristiche
La presa d'aria deve essere posizionata in modo da fornire la minima resistenza esterna.
Il compito della presa d'aria è quello di convogliare il flusso in modo uniforme e a bassa velocità al compressore (o al combustore nel caso dello statoreattore) senza provocare il distacco di strato limite (possibile perché con il rallentamento del flusso la pressione statica aumenta con il risultato di avere un gradiente di pressione avverso).
Inoltre la presa dinamica deve essere progettata in modo da fornire al motore la portata richiesta ed in modo che all'uscita della stessa il flusso che entra nel compressore sia uniforme, stabile e di buona qualità.
Quindi l'obiettivo è:
- rallentare il flusso sino a Mach 0,4 circa
- aumentare la pressione
- realizzare un flusso uniforme a monte del compressore
- ottenere minime perdite di pressione totale (pressione statica più la pressione dovuta all'energia cinetica del flusso: solitamente una parte dell'energia cinetica viene persa in attrito, con conseguente perdita di pressione totale)
- minima resistenza aerodinamica esterna
- minimo peso o lunghezza.

È importante sottolineare che ottenere un flusso uniforme è la specifica che ha la precedenza sulle altre.
La presa dinamica è essenzialmente un condotto dove l'aria fluisce in condizioni stazionarie. È progettata seguendo le leggi della fluidodinamica.
Poiché tali leggi e la conseguente progettazione sono diverse se il flusso vi entra in condizioni supersoniche o in condizioni subsoniche, la principale classificazione delle prese dinamiche distingue la presa dinamica subsonica da quella supersonica.

## Impiego automobilistico
Le prese d'aria quando queste non sono del tipo anteriori/frontali, ma poste lungo il corpo vettura, possono essere:
- Sommersa o Presa d'aria NACA, sono prese d'aria caratterizzate da aperture nella carrozzeria che non aumentano il volume della stessa, permettendo di non influire sull'aerodinamica.
- A filo, presa d'aria è a filo con la carenatura, per fornire la minore resistenza possibile e ridurre il più possibile il suo effetto sull'aerodinamica.
- Distaccata, la presa d'aria non combacia perfettamente con la carrozzeria, ma ne è leggermente distanziata, per evitare che lo strato limite della carrozzeria "entri" nella presa d'aria.

## Presa d'aria divergente

Presa d'aria subsonica:
1 La presa aspira aria da una sezione più grande perché la velocità è più bassa di quella di progetto.
2 La velocità è così elevata che il volume d'aria che investe la presa nell'unità di tempo è eccessivo e quindi una parte viene spillata all'esterno. 3 La velocità della presa è proprio quella di progetto, le sezioni all'esterno quindi sono in ogni punto uguali a quella di imbocco della presa.

Si tratta di un tipo di presa d'aria molto sfruttato, in quanto tutti i motori a getto (o meglio gli esoreattori) dei velivoli civili e commerciali subsonici hanno prese d'aria di questo tipo (in quanto prese d'aria molto leggere e efficienti in campo subsonico). La prima caratteristica che deve avere una presa d'aria subsonica per rallentare il flusso può essere derivata dalle equazioni del flusso quasi-unidimensionale stazionario.
Queste relazioni implicano che nelle condizioni di flusso isoentropico (senza variazione dell'entropia lungo il flusso) e subsonico, ad un incremento d'area corrisponde un rallentamento del flusso ed un aumento di pressione statica. La presa d'aria, avendo lo scopo di rallentare il flusso (nelle condizioni di progetto, cioè di volo di crociera) avrà quindi una forma divergente.
Lo studio monodimensionale permette di calcolare la variazione di sezione del condotto della presa, ma non fornisce alcuna informazione sulla lunghezza della presa dinamica stessa. Si desidererà che questa lunghezza sia minima, non solo per ragioni di peso, ma anche perché siano minime le perdite per attrito. Lo studio multidimensionale indica invece che a causa dell'esistenza di uno strato limite (lo strato limite è la zona a contatto con la superficie, dove il flusso è rallentato) in presenza di gradiente di pressione avversa (cioè la pressione aumenta lungo il condotto), bisognerà considerare, per quanto possibile, prese d'aria con gradienti di pressione piccoli, e cioè più lunghe, per evitare i rischi di separazione (cioè il rischio che il flusso d'aria si separi dalla superficie e che si creino depressioni e ricircoli). Infatti in caso di separazione si avrebbero maggiori perdite di pressione totale, disuniformità del flusso e la riduzione del rapporto d'area effettivo (la parte vicino alla parete, separandosi, non segue più il rapporto d'area geometrico di progetto).
Per evitare la separazione bisognerà fare in modo che il gradiente di pressione sia inferiore ad un valore (∂p/∂x massimo)
che in genere viene determinato sperimentalmente. In pratica, se si considera una presa dinamica subsonica di forma troncoconica si è visto da studi sperimentali che l'angolo di semiapertura del cono massimo che può essere considerato è di 10°. Ovviamente questo valore è diverso a seconda del rapporto d'area considerato, ed in genere si considerano angoli compresi tra 5 e 7°.

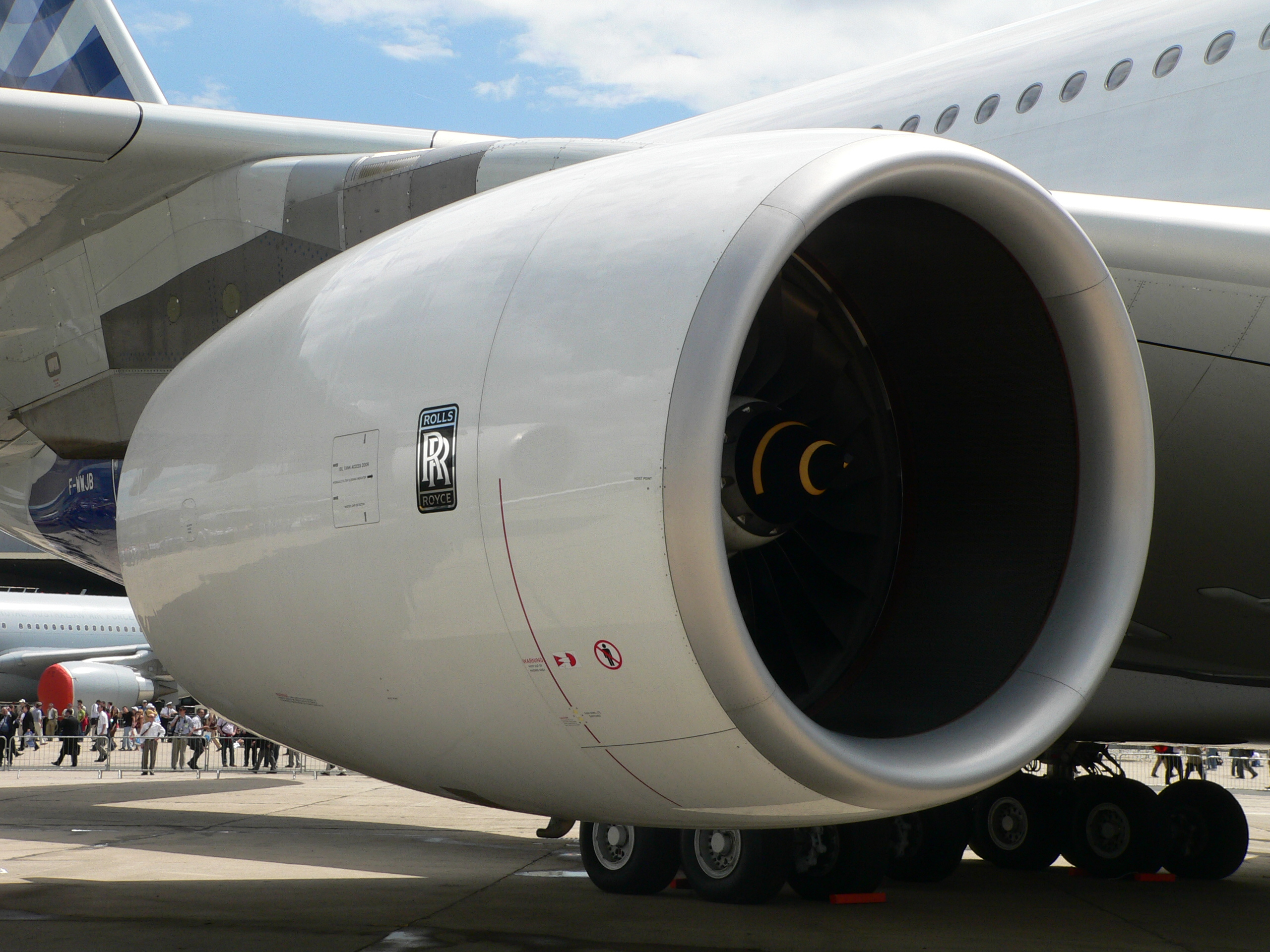
La gondola di un motore Rolls-Royce Trent agganciata all'ala di un Airbus A380. Si noti la presa d'aria divergente.
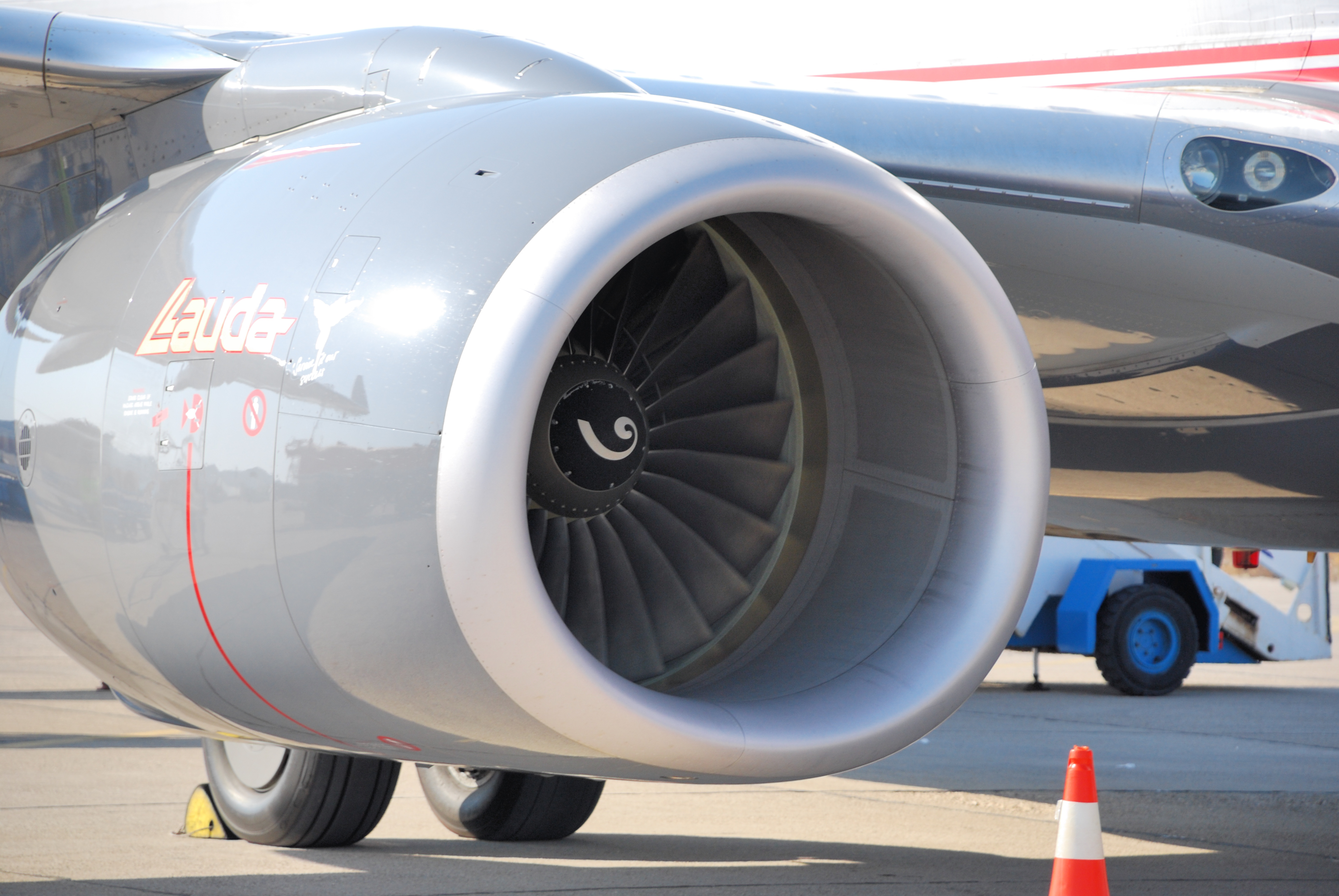
La presa d'aria di un CFM International CFM56-7B del Boeing 737-800. Si può notare anche la ventola del motore
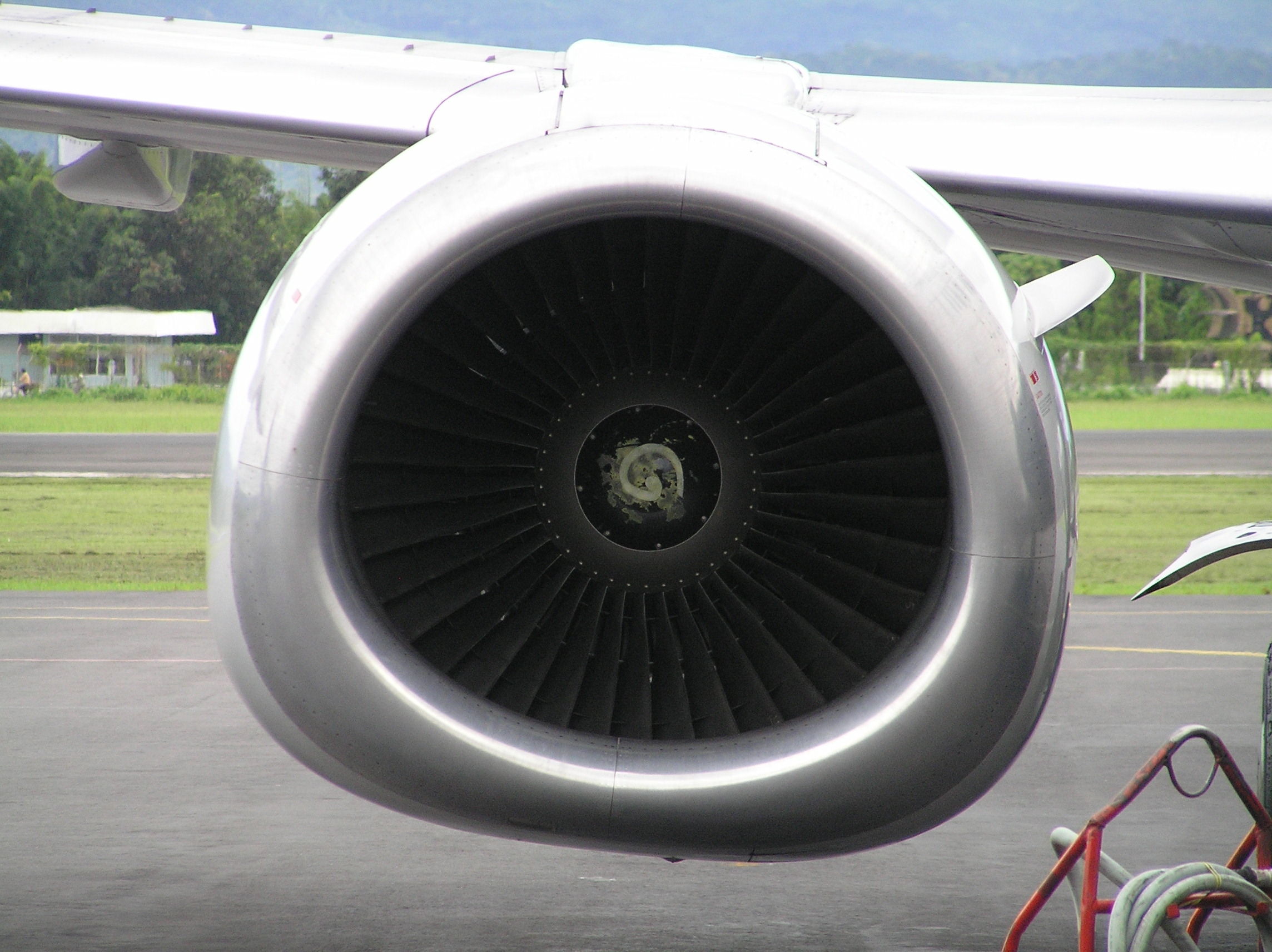
Sezioni di una presa d'aria divergente di un Boeing 737
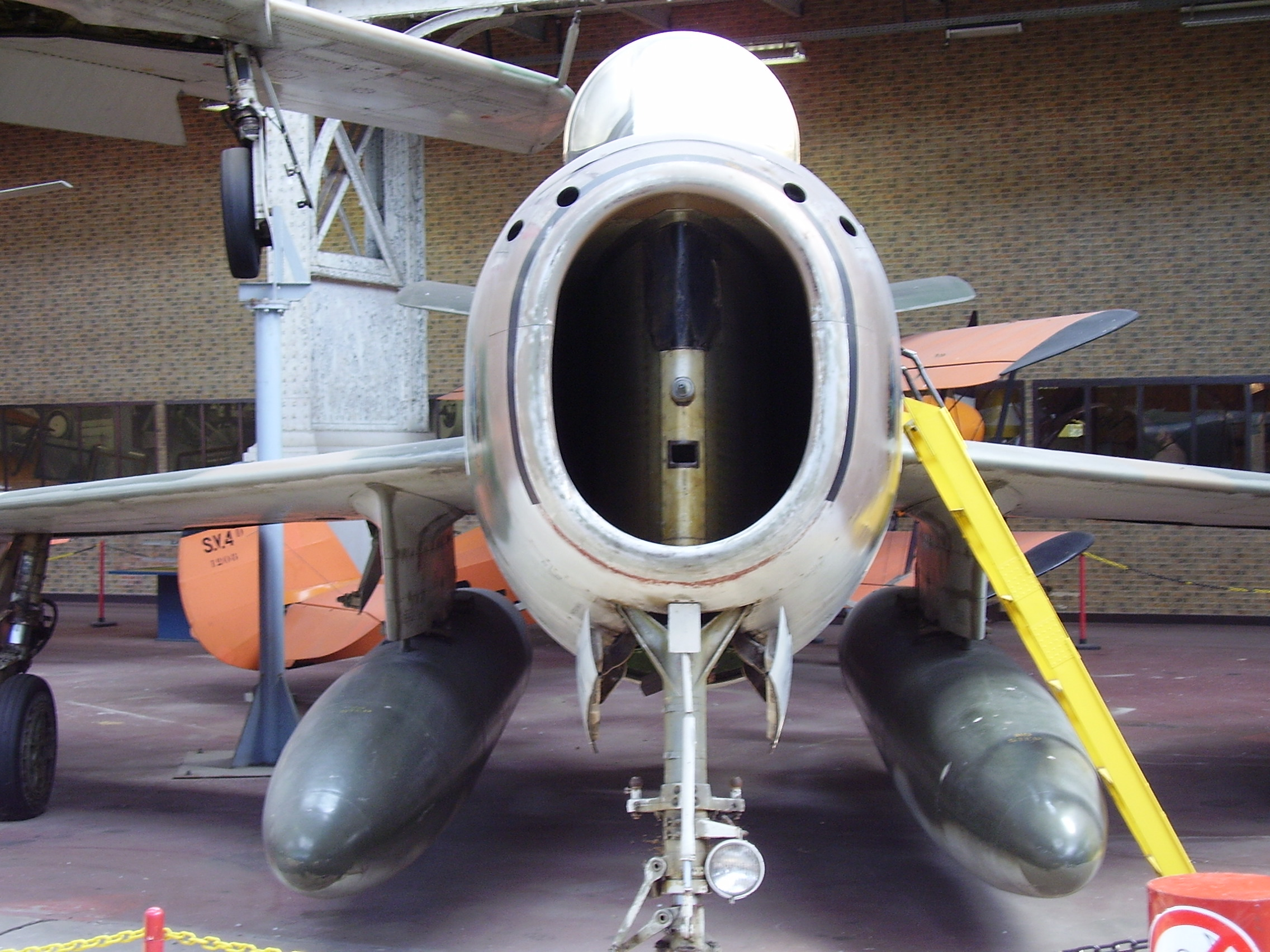
Sezioni della presa d'aria di un Republic F-84F
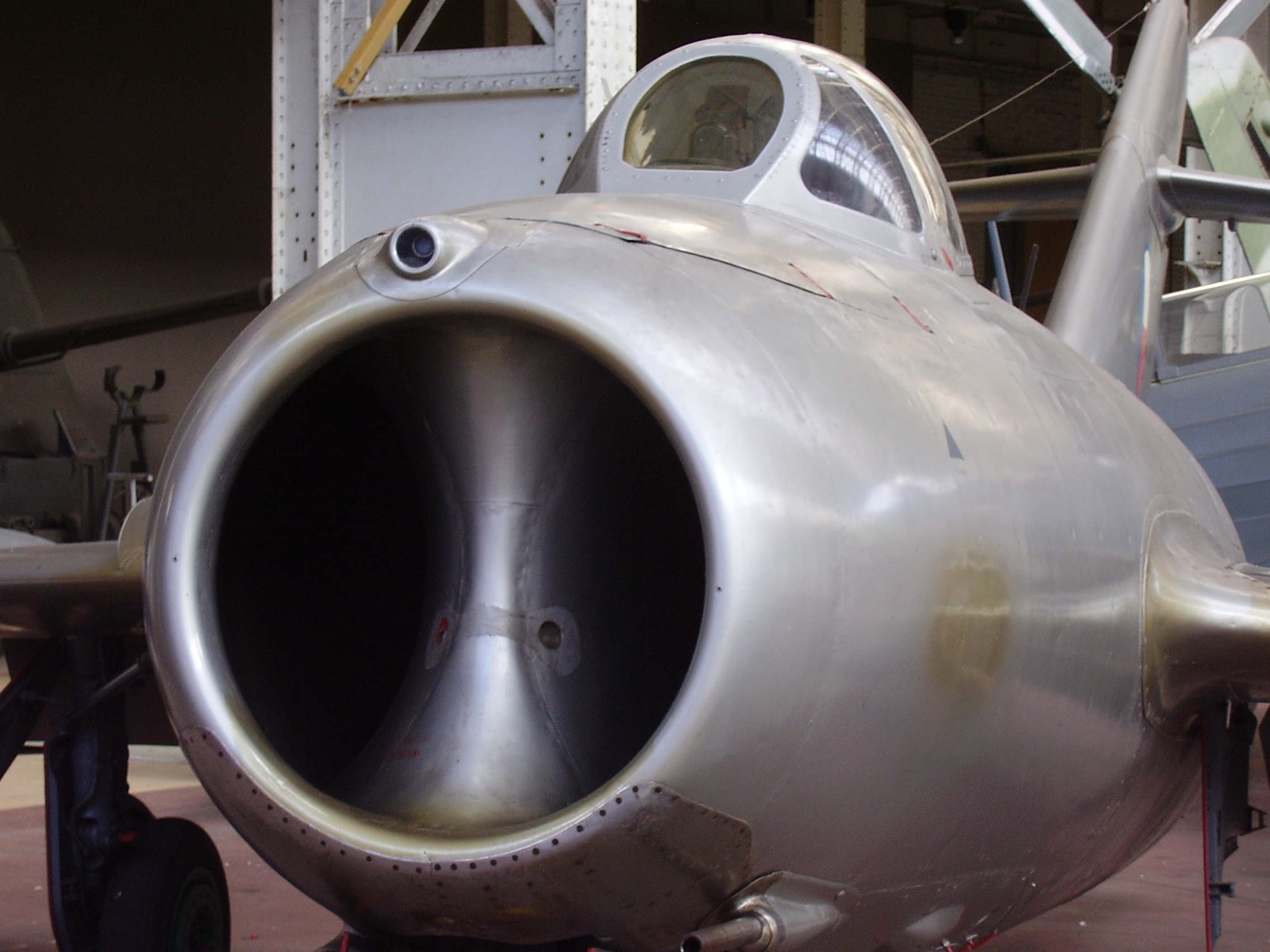
Zona della presa d'aria di un MiG-15
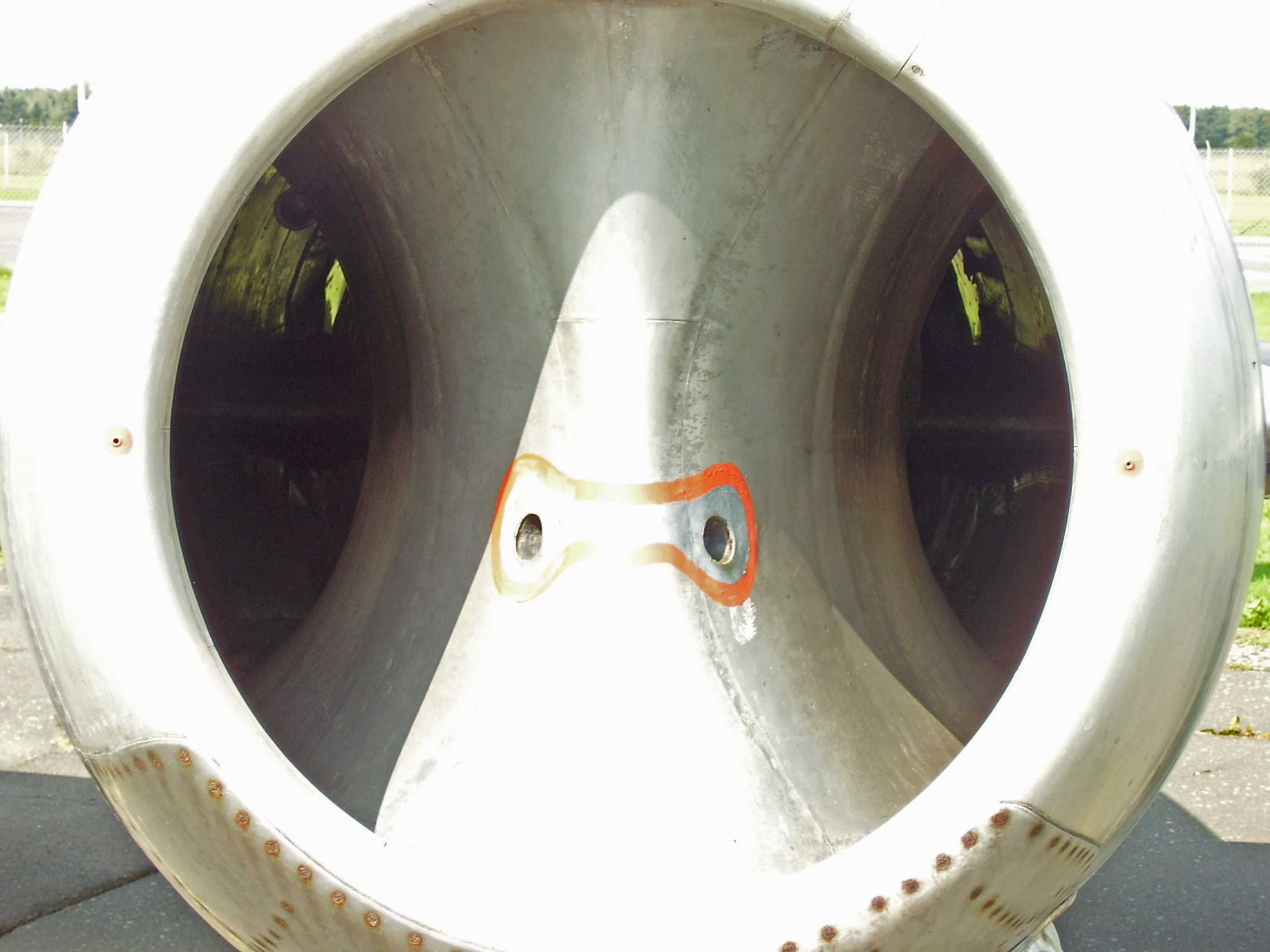
Particolare della zona di imbocco, si notano i due condotti che passano sui fianchi della cabina di pilotaggio per raccordarsi successivamente prima del compressore.
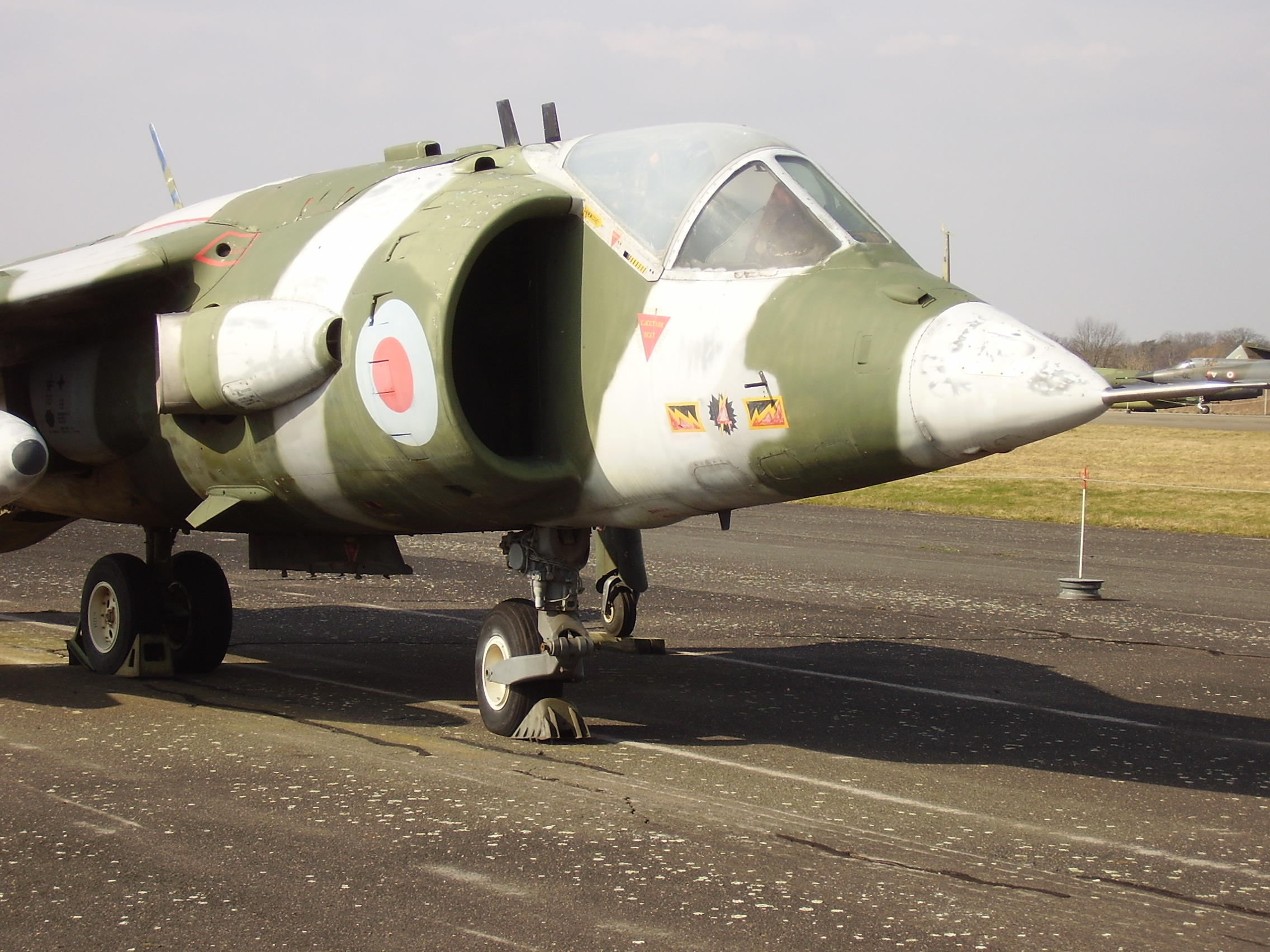
Presa d'aria laterale di un Hawker Siddeley Harrier
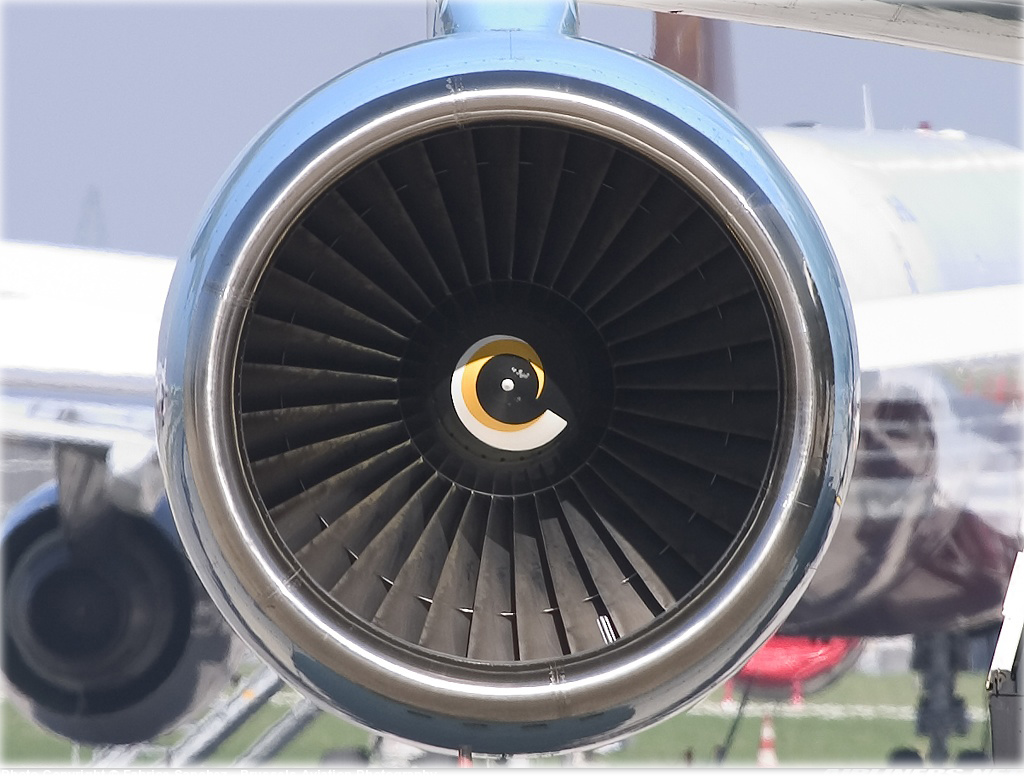
Sezione di ingresso della presa di un Ilyushin Il-96

## Prese d'aria supersoniche

Esempi di funzionamento di una presa d'aria convergente divergente: le linee continue rappresentano l'andamento qualitativo delle linee di corrente, le linee più spesse e tratteggiate rappresentano le onde d'urto.

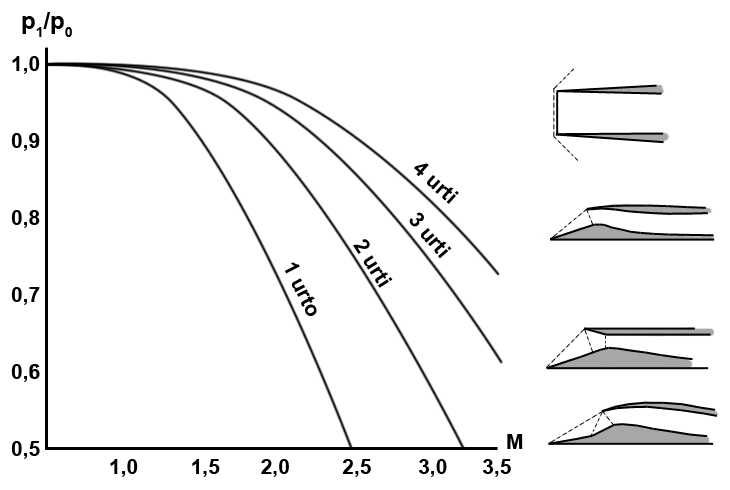
Ed ecco esempi di prese d'aria supersoniche. Le linee tratteggiate rappresentano le onde d'urto che, se la presa è "adattata", cioè correttamente sagomata per il numero di Mach del flusso, non si riflette. Il grafico a sinistra riporta il numero di Mach in ascissa ed il rapporto tra la pressione totale a valle ed a monte dell'urto. Come si vede, aumentando le onde d'urto diminuiscono le perdite di pressione.

Anche nel caso di flusso supersonico (tranne che per il caso dello scramjet) la presa dinamica dovrà essere in grado di rallentare l'aria che entra nel motore, dalla velocità di volo (in questo caso supersonica), ad una velocità, subsonica, richiesta dal compressore o dal combustore. Dalle relazioni del flusso quasi-unidimensionale isentropico supersonico, si osserva che il condotto deve essere convergente per poter rallentare il flusso, mentre per un diffusore subsonico ideale deve essere divergente. Perciò, dopo aver rallentato il flusso sino a Mach 1, con un condotto convergente, il rallentamento nel campo subsonico va effettuato con un condotto divergente. La soluzione isentropica per rallentare il flusso da supersonico alla velocità subsonica richiesta dal compressore è quindi un condotto convergente-divergente. Fissato il numero di Mach di volo di progetto è fissata anche la geometria (i rapporti tra le varie sezioni). Si tratta tuttavia di una soluzione solo teorica, utile a fare alcune considerazioni di carattere generale. Il problema è quello che una presa d'aria siffatta non è realizzabile, in quanto, in ogni caso si genererebbero onde d'urto (onde di compressione non isentropiche generate in flussi supersonici) che farebbero cadere l'ipotesi di isentropicità. Il secondo problema è che per ottenere le condizioni di funzionamento di progetto bisognerà avviare la presa d'aria, operazione che si dimostra difficile già dalla semplice analisi quasi-monodimensionale. Infatti si può dimostrare che tale avviamento è possibile soltanto attraverso una manovra di overspeed e cioè un'accelerazione a valori di velocità più elevati di quella di progetto (il che è poco pratico), oppure attraverso una meccanismo che permetta la variazione della geometria della presa d'aria.
Sono state studiate quindi altre possibili configurazioni. Nella pratica infatti non si può fare a meno delle onde d'urto se si vogliono realizzare prese d'aria efficienti in diverse condizioni di volo e che abbiano peso ed ingombro (resistenza esterna) ridotti. Le principali soluzioni realizzate possono essere classificate come:
- presa ad onda d'urto normale (o presa Pitot);
- presa ad onde d'urto oblique a compressione esterna;
- presa ad onde d'urto oblique a compressione mista esterna ed interna.

### Presa dinamica ad onda d'urto normale
La presa d'aria supersonica ad onda d'urto normale (detta anche presa Pitot) è quella più semplice e leggera. Si tratta di una presa dinamica subsonica che in condizioni di volo supersonico provoca la formazione davanti ad essa di un urto normale (onda d'urto piana). La presenza di questa onda d'urto provoca una perdita di pressione totale (un aumento di pressione statica, ma una diminuzione di pressione dinamica) che può essere calcolata dalle relazioni di salto.
Come si può vedere da questa relazione, questa presa dinamica può essere considerata una soluzione accettabile (ed in tal caso è la preferita vista la semplicità) nel campo dei numeri di Mach lievemente supersonici. In realtà, per M < 1,5, le perdite di pressione totale attraverso l'urto restano inferiori al 10% mentre diventano sempre più alte per valori superiori. Nel funzionamento fuori progetto, se la portata richiesta è inferiore a quella di progetto, le perdite di pressione totale resteranno invariate e la presa d'aria potrà spillare (cioè eliminare) la portata in eccesso attraverso un allontanamento verso l'esterno dell'onda d'urto dalla sezione di ingresso ed il flusso a valle, subsonico, si deformerà in modo che sia fornita la giusta portata d'aria. Bisogna invece evitare che la portata richiesta sia maggiore di quella di progetto. Quando questo non si verifica il sistema reagirà con il movimento dell'urto all'interno della presa dinamica che provoca una diminuzione di pressione totale (onda d'urto più intensa) e quindi della portata elaborata dal motore.

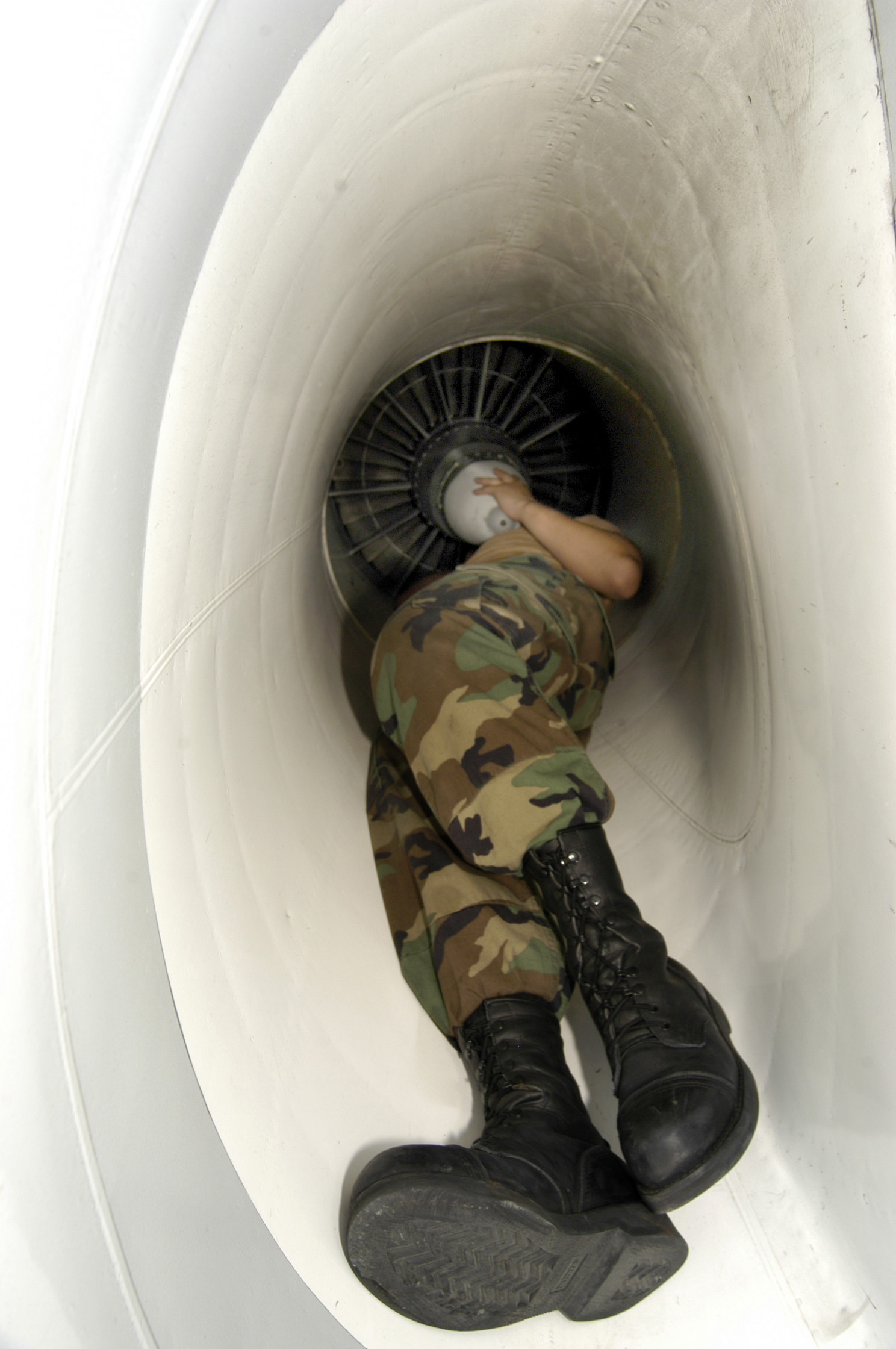
Tecnico dell'USAF al lavoro all'interno di una presa d'aria di un EA-6B Prowler
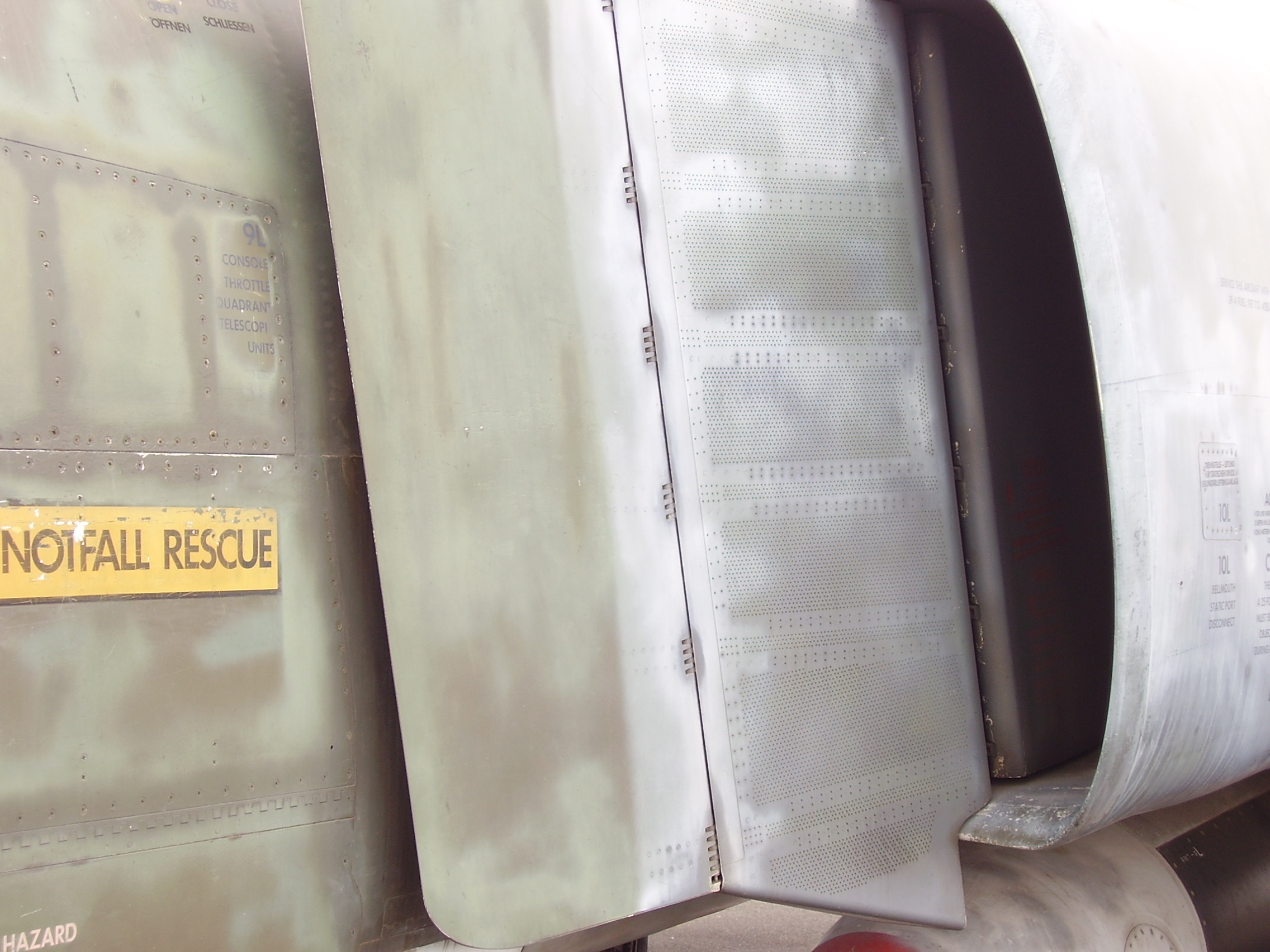
La presa d'aria di un F-4 Phantom II. La parete a lama di coltello serve ad eliminare lo strato limite della fusoliera, così come i fori servono ad aspirare quello della parete stessa per evitare che venga ingerito dal propulsore.
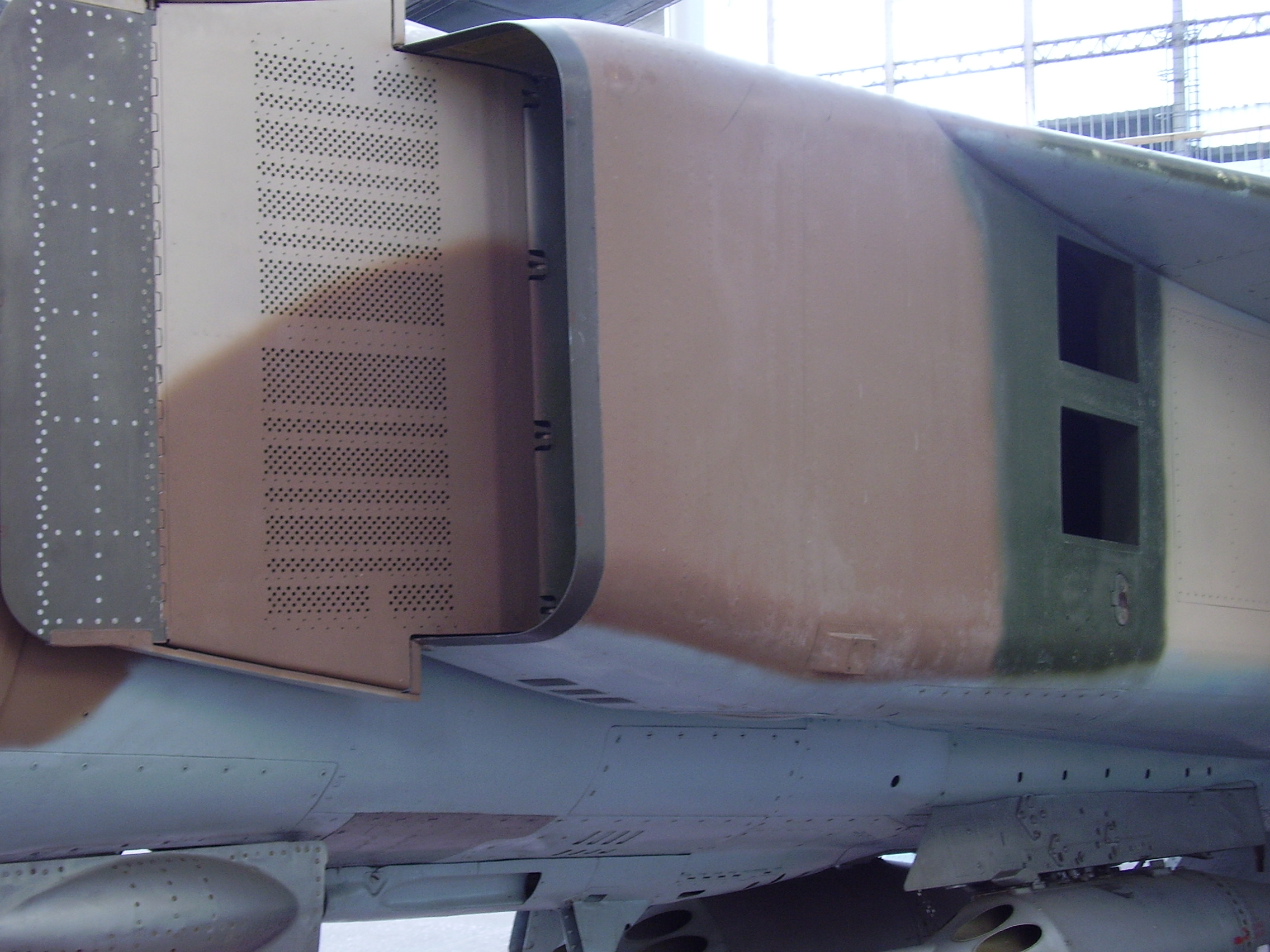
Analoga presa di un MiG-23
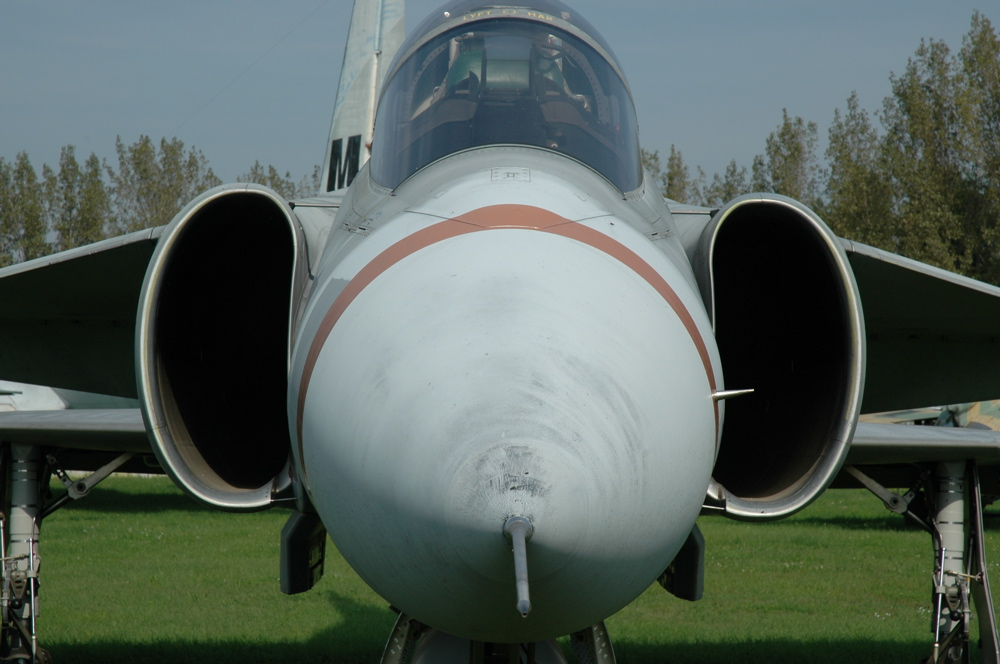
Muso con ai lati le presa d'aria di un Viggen

### Presa dinamica ad onde d'urto oblique a compressione esterna
Le onde d'urto oblique sono meno intense di quelle normali. Essendo meno intense, le perdite di pressione totale sono di conseguenza minori ed è più conveniente usare più onde d'urto oblique piuttosto che una sola onda d'urto normale. Se si potessero generare infinite onde d'urto oblique, per esempio su una superficie concava, la compressione sarebbe isentropica e quindi con perdite di pressione totale idealmente nulle. Per questa ragione si realizzano prese d'aria ad onde d'urto oblique nel campo delle elevate velocità supersoniche. È interessante osservare che, grazie al fatto che la compressione avviene esternamente, il flusso può adattarsi alle diverse velocità di volo e quindi questa famiglia di prese dinamiche supersoniche non presenta il problema dell'avviamento tipico della presa convergente-divergente. Comunque una presa d'aria siffatta avrà bisogno di essere a geometria variabile per adattarsi alla velocità di volo, in quanto l'angolazione dell'urto e quindi la sua geometria, varieranno con il numero di Mach.

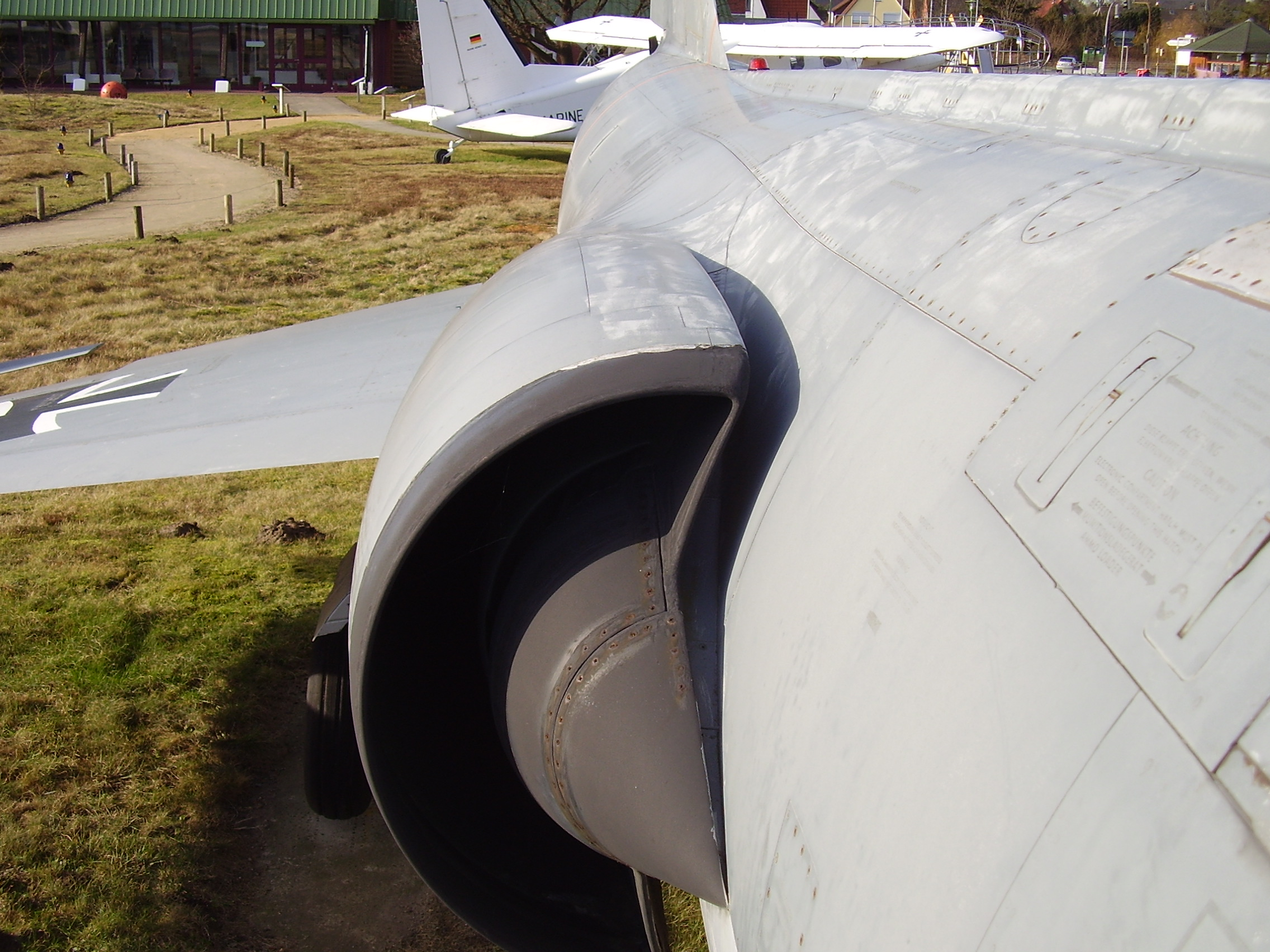
Cono di una presa d'aria di un F-104. Anche in questo caso è possibile notare il distacco dalla fusoliera per evitare l'ingestione dello strato limite
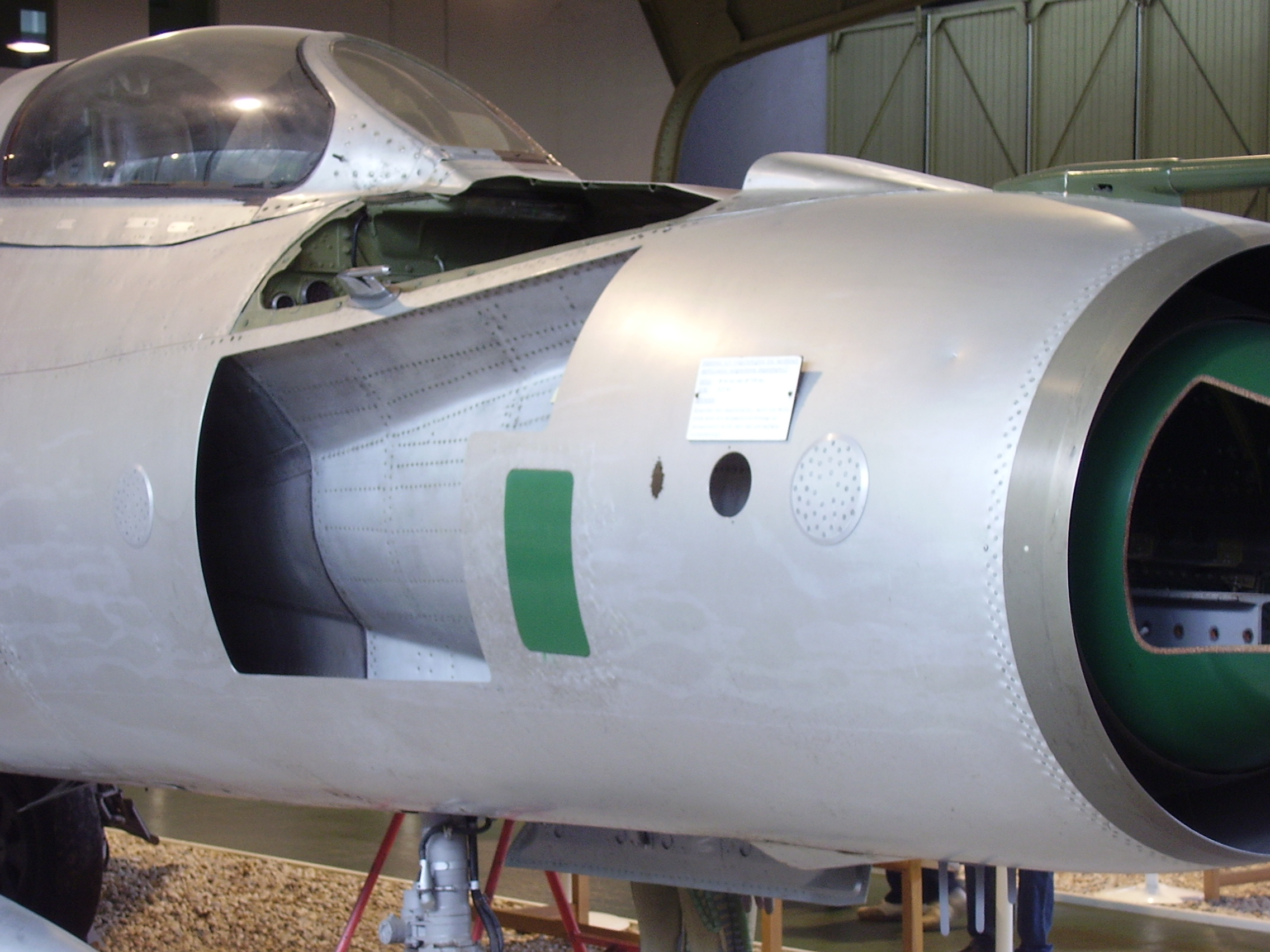
Arrangiamento interno del condotto di una presa d'aria di un MiG-21
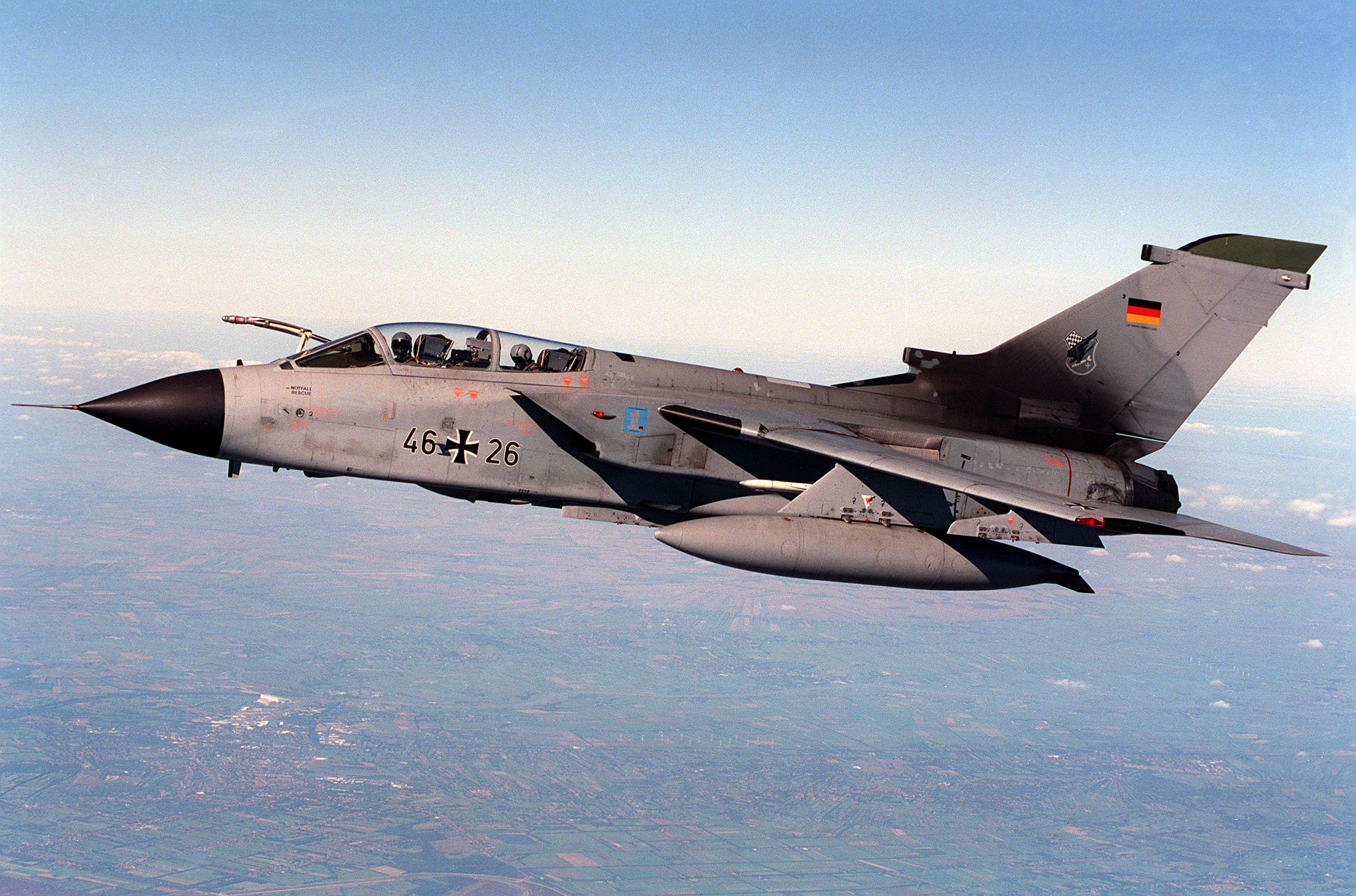
Fiancata di un Tornado
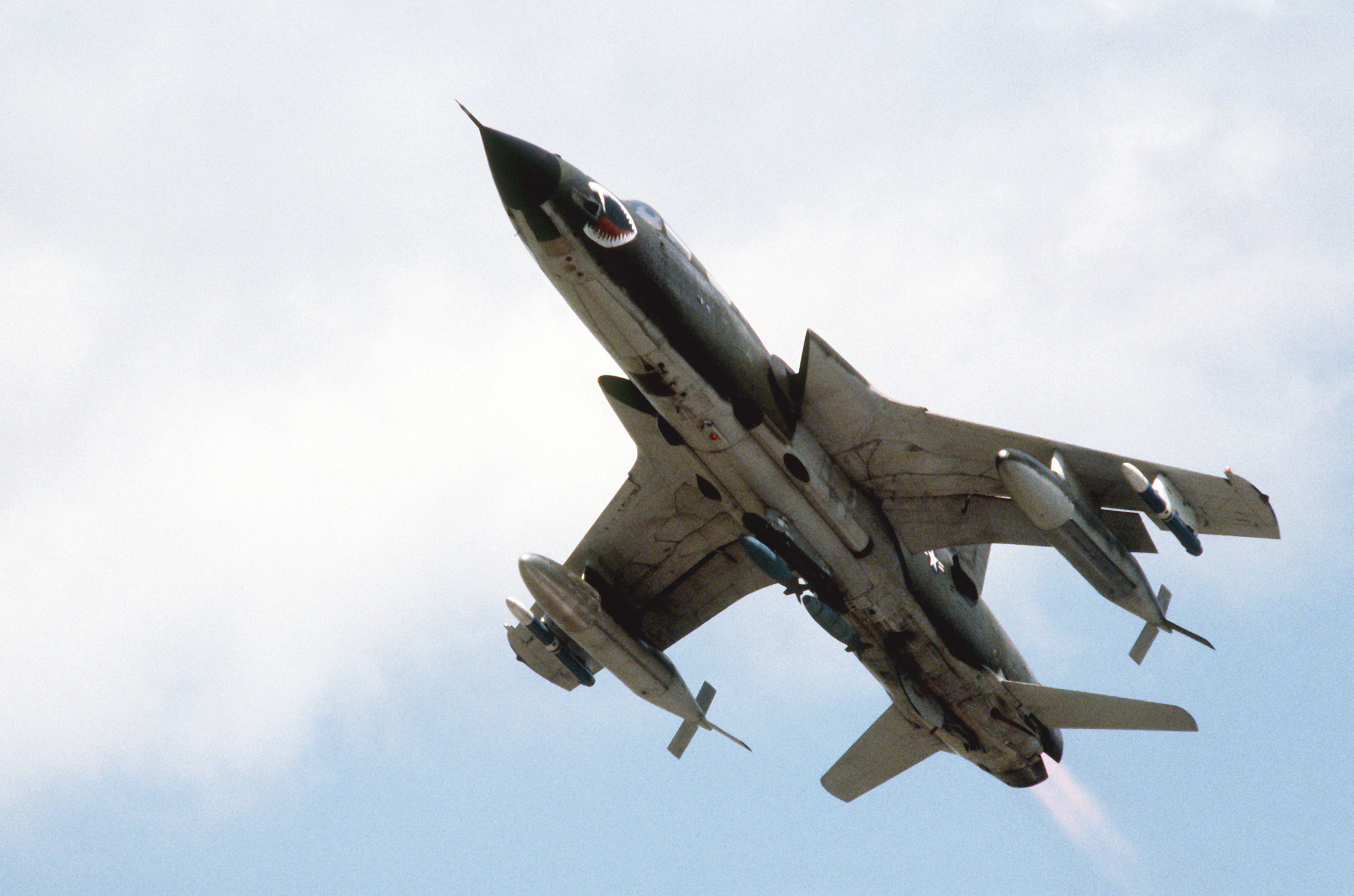
Particolare presa dinamica del Republic F-105 Thunderchief

### Presa ad onde d'urto oblique a compressione mista esterna ed interna
Si osserva che la lunghezza della presa e l'angolo di rotazione del flusso (quindi peso e ingombro) crescono al crescere del numero di Mach, come specificato più sopra. La presenza di sola compressione esterna può portare quindi a rotazioni troppo elevate del flusso con conseguenti perdite in termini di resistenza interna nella parte subsonica della presa. È possibile allora considerare una presa a compressione mista, in cui parte della decelerazione del flusso supersonico, a valle degli urti obliqui, è conseguita mediante un condotto convergente. Ovviamente per volo subsonico tale condotto convergente porta ad una diminuzione di pressione anziché ad un suo innalzamento come desiderato, per cui in ogni caso il rendimento risulta sensibile al numero di Mach di volo.

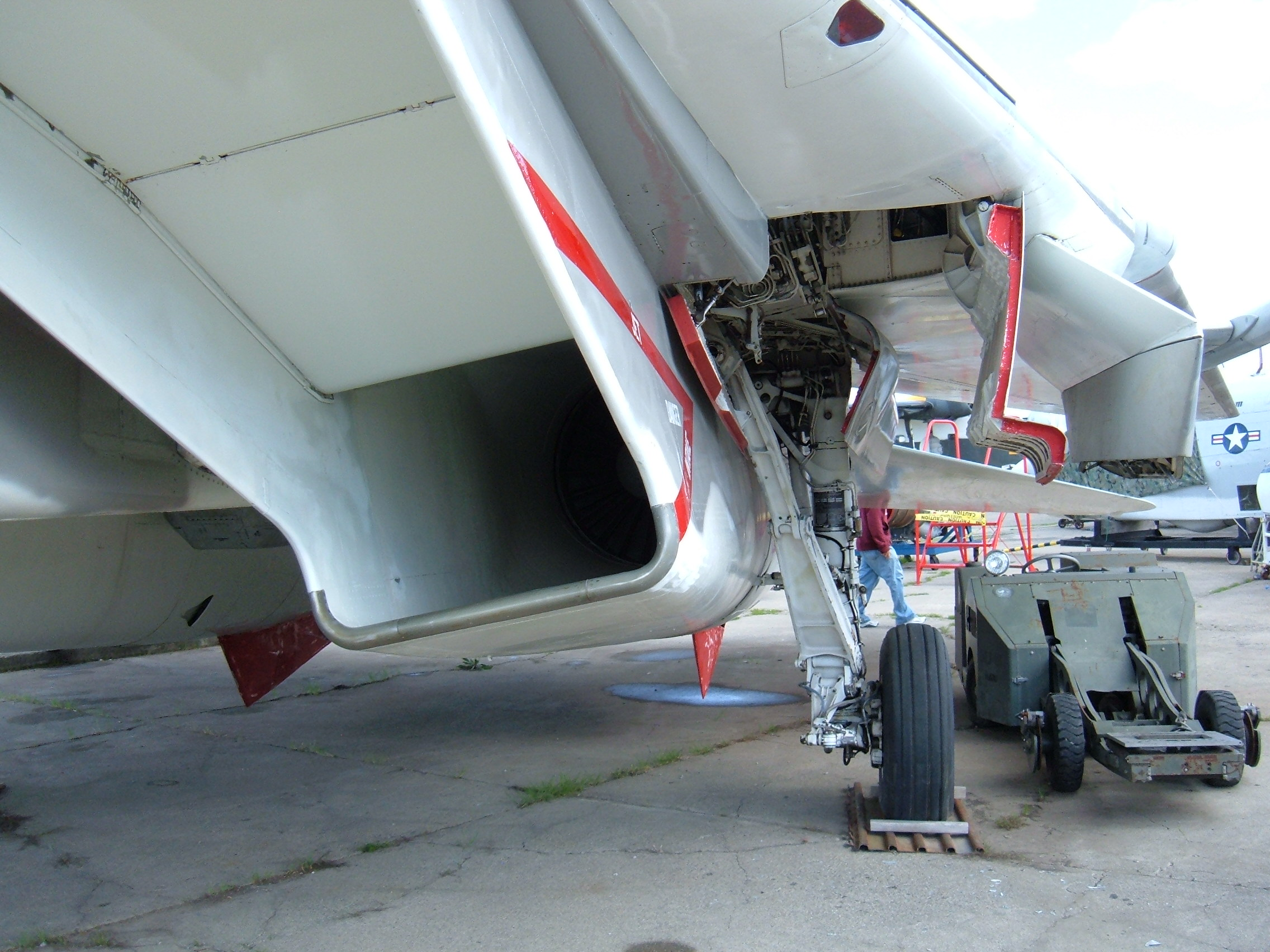
Presa d'aria di un F-14 Tomcat
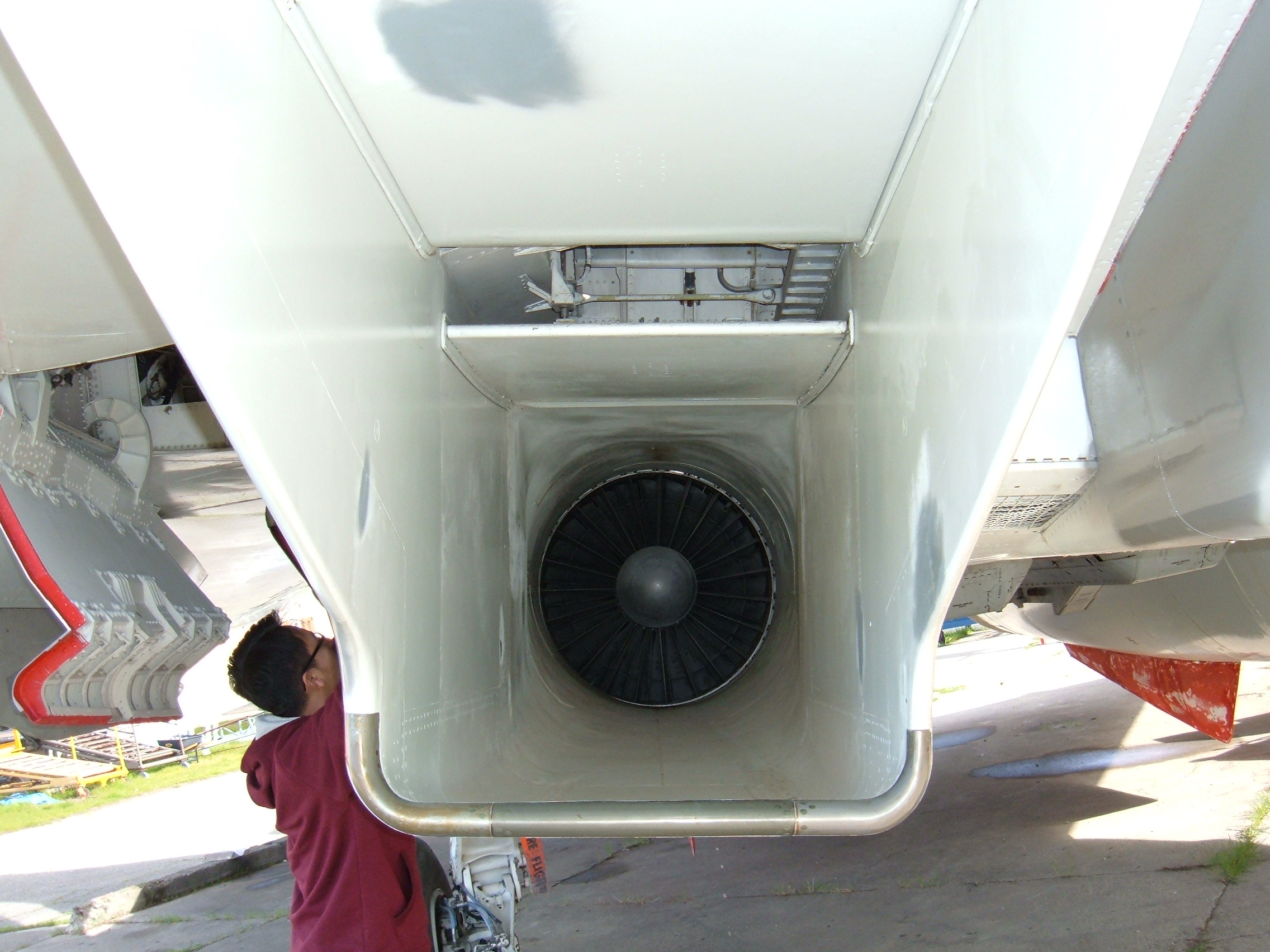
Interno della presa
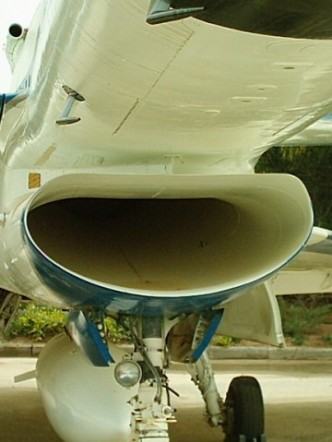
Presa d'aria di uno IAI Lavi
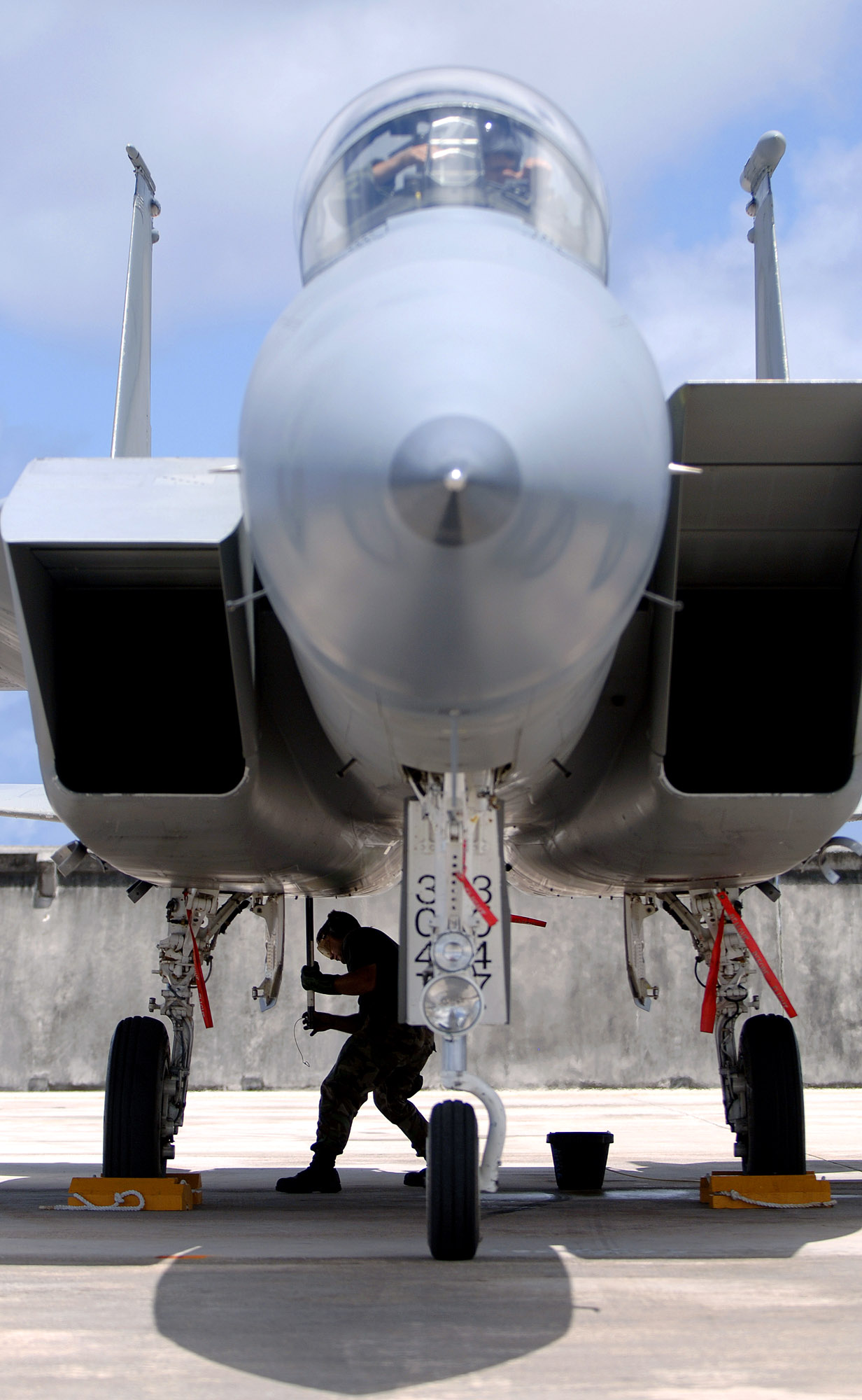
Prese d'aria del F-15E Strike Eagle

#### Un esempio, la presa d'aria dell'F-15 Eagle

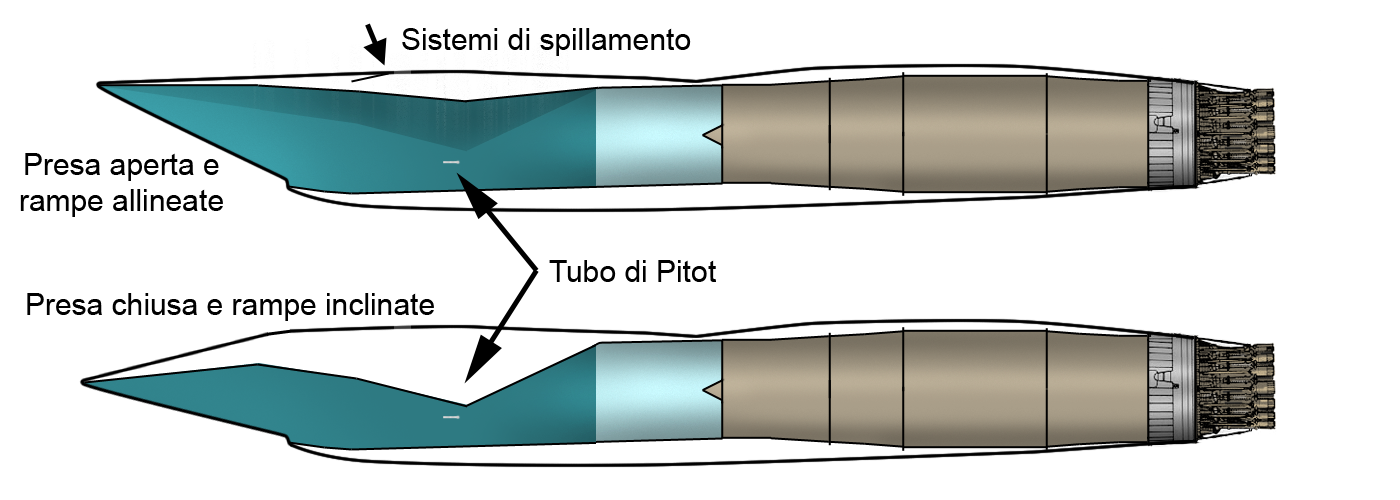
Schema di una presa dinamica dell'Eagle.

La presa d'aria dell'Eagle è stata studiata per favorire un flusso d'aria anche agli angoli d'attacco più elevati, per questo utilizza una presa di tipo "a rampa", cioè ha un pannello orizzontale sporgente atto ad incanalare il flusso ad angoli d'attacco positivi. Un altro compito del pannello, non meno importante, è quello di generare le onde d'urto oblique, esattamente come il cono centrale di un MiG-21 o di un Blackbird.
Un cono ha il vantaggio di generare onde d'urto coniche che, a differenza di quelle piane, generano un flusso supersonico a valle che continua a comprimersi. Per questo, un urto conico genera una compressione più efficiente, perché fa perdere meno energia al flusso. Lo svantaggio della presa d'aria a cono centrale è il difficile adattamento a diverse condizioni di velocità ed angolo d'attacco.
Oltre il pannello orizzontale vi sono due rampe oblique che possono essere inclinate, come tutta la presa del resto, a diversi angoli a seconda della necessità. Queste rampe sono forate per permettere quando necessario lo spillamento di flusso in eccesso, come per esempio all'accensione del motore. La presa può essere inclinata ad alti angoli d'attacco.
All'interno del condotto è montato lateralmente un tubo di Pitot, un tubicino ad L che serve a misurare la velocità di un flusso. Collegato ad un sistema automatico, questo permette di regolare le rampe in modo che il motore riceva il flusso d'aria migliore possibile.